# CV-366
La CV-366, també coneguda com a Accés Est de Torrent, és una carretera autonòmica valenciana que inicia el seu recorregut a la CV-33 i finalitza a la població de Torrent. La carretera és competència de la Generalitat Valenciana.
Pertany a la xarxa de carreteres de la Generalitat Valenciana. El seu nom ve de la CV (que indica que és una carretera autonòmica del País Valencià) i el 366, és el número que rep aquesta carretera, segons l'ordre de nomenclatures de les carreteres del País Valencià.
Anteriorment, formava part de la CV-36 Autovia de Torrent, però després de prolongar la CV-36 fins a connectar-la amb l'Autovia del Mediterrani, el tram d'accés a Torrent que tenia aquesta autovia ha estat reanomenada com a CV-366.
Comença el seu recorregut a l'enllaç amb el Distribuïdor Comarcal Sud CV-33, que comunica Torrent amb Albal i la V-31, i es dirigeix en direcció oest cap al nucli urbà de Torrent, on acaba el seu recorregut.